# Reggae Night
 (juin 2020).
Si vous disposez d'ouvrages ou d'articles de référence ou si vous connaissez des sites web de qualité traitant du thème abordé ici, merci de compléter l'article en donnant les références utiles à sa vérifiabilité et en les liant à la section « Notes et références ».
Pistes de The Power and the Glory
Reggae Night (instrumental)
Reggae Night est un single de 1983 de l'artiste reggae Jimmy Cliff, extrait de son album The Power and the Glory. Il a été publié par Columbia Records aux États-Unis, au Canada et au Mexique et dans la plupart des pays européens sur CBS Records. Écrit par Amir Bayyan(membre de Kool and The Gang et demi-frère de Ronald et Robert "Kool" Bell) et La Toya Jackson, il est devenu un succès international pour Jimmy Cliff. Le titre se vendra à plus de 700 000 exemplaires en France.

## Titre des pistes
- Reggae Night (3:58)

- Reggae Night (instrumental) (3:58)

## Reprises en adaptations
La chanson a été reprise par un certain nombre d'artistes. Elle a été reprise par la chanteuse américaine La Toya Jackson, qui a co-écrit la chanson, sur son album No Relations. Le groupe allemand Beat System a également repris la chanson. L'artiste algérien de raï Cheb Tarik l'a adaptée pour son premier single qui comprend des paroles supplémentaires en arabe et en français.